# 245 Park Avenue
245 Park Avenue ist ein Wolkenkratzer in Manhattan in New York City, Vereinigte Staaten. Der Büroturm beherbergt zahlreiche gewerbliche Mieter, darunter befindet sich die französische Geschäftsbank Société Générale.

## Beschreibung
Das Hochhaus steht an der Park Avenue unweit dem Grand Central Terminal in Midtown Manhattan. Es nimmt einen ganzen Stadtblock ein, der von der Park Avenue im Westen, der East 47th Street im Norden, der Lexington Avenue im Osten und der East 46th Street im Süden begrenzt ist. Bekannte Nachbargebäude sind das Helmsley Building und die Wolkenkratzer 277 Park Avenue und 270 Park Avenue.
245 Park Avenue wurde von dem Architekturbüro Shreve, Lamb & Harmon Associates entworfen und 1967 fertiggestellt. Bauherr war das Unternehmen Uris Buildings Corporation. Das Bauwerk erreicht eine Höhe von 197,5 Meter (648 Fuß) und hat 47 Stockwerke. Es hat ein sechsgeschossiges Podium, der bis auf eine umlaufende schmale teilweise begrünte Freifläche das gesamte Grundstück einnimmt. An allen Seiten etwas zurückgesetzt erhebt sich über dem Sockel der Büroturm. Das Gebäude hat eine Ziegelsteinfassade.
2017 kaufte die HNA Group das Bürogebäude für 2,21 Milliarden US-Dollar von der Limited Partnership (Kommanditgesellschaft) Brookfield Property Partners. Der Immobilien-Investment-Trust SL Green Realty Corp. erwarb im September 2022 von der HNA Group den Bürowolkenkratzer. Im Juni 2023 verkaufte SL Green einen Gebäudeanteil von 49,9 % für 2 Milliarden US-Dollar an eine US-Tochtergesellschaft des japanischen Immobilienunternehmens Mori Trust Co., Ltd.
Der Miteigentümer SL Green lässt ab 2025 eine Renovierung der Innenräume und eine Neugestaltung der Fassade des Podiums durch das Architekturbüro Kohn Pedersen Fox durchführen. Neugestaltet werden die Lobby und die Freizeiteinrichtungen, des Weiteren erhält das Gebäude neue Fahrstühle und es wird eine neue begrünte Dachterrasse mit einem glasverkleideten Pavillon und Lounge angelegt. Das Podium erhält im Bereich der Park Avenue eine neue Fassade mit bronzefarbenen glasierten Terrakotta und Relief-Tafelungen an den Fenstern.
Das Bürogebäude gehört zu den 41 Gebäuden in New York, denen 2019 ein eigener ZIP-Code zugewiesen wurden. 245 Park Avenue erhielt die Postleitzahl „10167“. In der Nachhaltigkeit erreichte der Wolkenkratzer eine LEED-Gold-Zertifizierung.

## Mieter (Auswahl)
- Mieter in dem Büroturm sind unter anderem (Stand: 2025):
  - Geschäftsbank Société Générale
  - Investmentgesellschaft Ares Management
  - Investmentbank Houlihan Lokey
  - Bank JPMorgan Chase
  - Rabobank North America
  - Investmentunternehmen TPG Angelo Gordon (Hauptsitz)
  - Norinchukin Bank
  - MidOcean Partners
- Ehemalige Mieter:
  - Von 1987 bis 2001 befand sich im Gebäude der Hauptsitz der Investmentbank Bear Stearns.
  - Der Baseball-Verband Major League Baseball hatte bis 2020 hier seinen Hauptsitz.